# Mercury – Act 1
Mercury – Act 1 é o quinto álbum de estúdio da banda americana de pop rock Imagine Dragons, lançado em 3 de setembro de 2021, pelas gravadoras Kidinakorner e Interscope Records. É o primeiro álbum da banda desde Origins, de 2018. O álbum foi produzido por Rick Rubin.

## Antecedentes
Após a conclusão de sua Evolve World Tour em 2018, o quarto álbum de estúdio do Imagine Dragons Origins foi lançado em novembro daquele ano. Ao contrário de seus álbuns anteriores, a banda não fez turnê para promover "Origins", em vez disso, optou por tirar uma folga para relaxar e passar o tempo com a família.
O álbum foi anunciado em 30 de junho de 2021, revelando a arte da capa e a data de lançamento.

## Conceito
O vocalista Dan Reynolds descreveu o álbum como dividido em dois lados: um orgânico e voltado para dentro, o outro mais agressivo e voltado para fora. O álbum aborda temas de perda, solidão e luto, enquanto celebra a vida:
"Vi meus amigos morrerem devido ao vício em drogas. [...] O objetivo da arte é compartilhar nossos momentos mais sombrios e também os mais leves. Acredito que, cantando sobre minha própria luta com isso, espero que traga alguém ou algum tipo de paz ou resolução. Este disco lida com muita busca e solidão, lutando com o estado finito da realidade. No entanto, eu realmente queria que terminasse com uma nota comemorativa. Estabelecendo as bases para um futuro mais estável. Eu queria terminar o álbum focando em todas as coisas que me fazem feliz. As coisas simples que me fazem continuar todos os dias. Olhando para o futuro. Apontando para mim mesmo toda a beleza que me cerca."
O nome do álbum é derivado da palavra “mercurial”, com base nas lutas de saúde mental de Reynolds e na falta de classificação de gênero específica da banda. A banda recrutou Rick Rubin como produtor executivo do álbum, a quem Reynolds creditou por pressioná-lo a ser menos metafórico nas letras e abraçar os aspectos mais “desconfortáveis” das músicas:
"Rick me lembrou que na última década meus fãs cresceram comigo. Eles não só querem crescer comigo, mas esperavam isso. Ele me disse para nunca me preocupar em empurrá-los de maneiras desconfortáveis. E que eu realmente estaria fazendo um desserviço a eles se tentasse recriar o passado ou adoçar o presente. Devo-lhes apenas vulnerabilidade e honestidade."

## Lançamento
O álbum foi precedido por três singles. Os dois primeiros singles "Follow You" e "Cutthroat" foram lançados em 12 de março de 2021. O terceiro single "Wrecked", inspirado na morte da cunhada de Reynolds, foi lançado em 2 de julho de 2021. "Monday" se tornou o quarto single logo depois do lançamento do álbum.

"Ela era a luz mais brilhante. Um farol de alegria e força para todos que ela conheceu. Sua morte repentina me abalou de uma forma que ainda não consigo expressar. Eu estava com ela e meu irmão quando ela faleceu, e foi a primeira vez na minha vida que testemunhei a morte dessa forma. Selou em minha mente a fragilidade da vida e a finalidade de tudo isso. Eu vi meu irmão enfrentar algo que ninguém deveria ter que fazer. Mas também vi sua fé trazer esperança para um futuro com ela. Só posso esperar o mesmo."— Dan Reynolds, falando sobre sua cunhada Alisha, falecida em 2019.

## Recepção
O álbum recebeu críticas mistas. Neil Z. Yeung, do AllMusic, declarou: "Embora o tom geral e a narrativa possam precisar de um pouco de polimento, Mercury: Act 1 é um grande passo à frente em seu processo de amadurecimento."

## Faixas
| Edição padrão  |                            |         |  |
| N.º            | Título                     | Duração |  |
| 1.             | "My Life"                  | 3:44    |  |
| 2.             | "Lonely"                   | 3:39    |  |
| 3.             | "Wrecked"                  | 4:05    |  |
| 4.             | "Monday"                   | 3:08    |  |
| 5.             | "#1"                       | 3:25    |  |
| 6.             | "Easy Come Easy Go"        | 2:59    |  |
| 7.             | "Giants"                   | 3:30    |  |
| 8.             | "It's Ok"                  | 3:22    |  |
| 9.             | "Dull Knives"              | 3:33    |  |
| 10.            | "Follow You"               | 2:55    |  |
| 11.            | "Cutthroat"                | 2:49    |  |
| 12.            | "No Time For Toxic People" | 3:27    |  |
| 13.            | "One Day"                  | 2:31    |  |
| Duração total: | Duração total:             | 42:04   |  |